# Колібрі-шаблекрил клинохвостий
Колі́брі-шаблекри́л клинохвостий (Pampa curvipennis) — вид серпокрильцеподібних птахів родини колібрієвих (Trochilidae). Ендемік Мексики. Юкатанські і довгохвості колібрі-шаблекрили раніше вважалися конспецифічними з клинохвостим колібрі-шаблекрилом, однак були визнані окремими видами.

## Опис
Довжина птаха становить 12 см. Тім'я фіолетове або синьо-фіолетове, потилиця і верхня частина тіла зелені або синьо-зелені. Обличчя, горло і нижня частина тіла блідо-сірі, боки дещо темніші, за очима білі плями. Хвіст зелений або синьо-зелений, крайні стернові пера мають світло-сірі кінчики, у самиць хвіст коротший, плями на ньому білі. Дзьоб довжиною 26-31 мм у самців і 23-28 мм у самиць, чорний, знизу біля основи рожевуватий. Спів — характерні трелі і писки, самці співають протягом всього року, іноді невеликими зграйками.

## Поширення і екологія
Клинохвості колібрі-шаблекрили мешкають на сході Мексики, від південного сходу Сан-Луїс-Потосі до Веракруса, північного сходу Пуебли і північної Оахаки. Вони живуть у вологих і напівсухих вічнозелених субтропічних лісах, на узліссях, в садах і вторинних заростях, на висоті до 1400 м над рівнем моря. Живляться нектаром. Сезон розмноження триває з березня по липень. Гніздо чашоподібне, прикріплюється до горизонтально розташованої гілки.